# Debantgrat
Debantgrat to szczyt w grupie Schobergruppe, w Wysokich Taurach w Alpach Wschodnich. Leży w Austrii, we Wschodnim Tyrolu. Szczyt można osiągnąć ze schronisk Lienzer Hütte (1977 m) i Hochschoberhütte (2322 m). Sąsiaduje ze szczytami Ralfkopf i Glödis.